# Andrena miyamotoi
Andrena miyamotoi là một loài Hymenoptera trong họ Andrenidae. Loài này được Hirashima mô tả khoa học năm 1964.